# Motor Lublin (piłka nożna) w sezonie 1964/1965
Sezon 1964/1965 był dla Motoru Lublin 12. sezonem na trzecim szczeblu ligowym. W dwudziestu rozegranych spotkaniach, Motor zdobył 36 punktów i zajął pierwsze miejsce w tabeli. Trenerem zespołu był Augustyn Dziwisz.

## Przebieg sezonu
Po raz trzeci w swojej historii Motor został mistrzem lubelskiej ligi okręgowej i wziął udział w walce o awans do II ligi. W sześcioosobowej III grupie barażowej Motor rywalizował z CKS-em Czeladź, Włókniarzem Pabianice, Skrą Warszawa, Gwardią Olsztyn oraz Włókniarzem Białystok. Po 10 kolejkach Motor zajmował 1. pozycję z taką samą liczbą punktów co CKS i o awansie do II ligi decydował mecz dodatkowy. 5 sierpnia 1965 w Łodzi, w obecności 10 tysięcy widzów (w tym 7 tysięcy z Lublina), Motor pokonał CKS 3:0 i po raz pierwszy w historii klubu uzyskał awans do II ligi.

## Mecze ligowe w sezonie 1964/1965
| Data                 | Przeciwnik                  | D/W | Miejsce                         | Wynik M/P | Strzelcy | Źródło        |
| -------------------- | --------------------------- | --- | ------------------------------- | --------- | --- | ------------- |
|                      |                             |     |                                 |           | |               |
| RUNDA JESIENNA       |                             |     |                                 |           | |               |
|                      |                             |     |                                 |           | |               |
| 30 sierpnia 1964     | Gwardia Chełm               | D   | Stadion przy ul. Kresowej       | 3:0       | Dąblewski 11', Świerk 33', Lackstein 73'                                                                        | [ 5 ] [ 6 ]   |
| 3 września 1964      | Technik Zamość              | W   | Zamość                          | 1:0       | B. Pieszek ?'                                                                                                   | [ 7 ]         |
| 6 września 1964      | Stal Poniatowa              | W   | Poniatowa                       | 7:0       | Lackstein ?', ?', Świerk ?', ?', Sokołowski ?', ?', Widera ?'                                                   | [ 8 ] [ 9 ]   |
| 12 września 1964     | Avia Świdnik                | D   | Stadion przy ul. Kresowej       | 2:0       | Widera 15', Sokołowski 29'                                                                                      | [ 10 ] [ 11 ] |
| 20 września 1964     | Łada Biłgoraj               | W   | Biłgoraj                        | 3:1       | Rybczyński ?', B. Pieszek ?', Nilipiuk ?'                                                                       | [ 12 ]        |
| 4 października 1964  | Stal Kraśnik                | W   | Kraśnik                         | 3:0       | Sokołowski ?', Widera ?', Rybczyński ?'                                                                         | [ 13 ]        |
| 7 października 1964  | Ruch Izbica                 | D   | Stadion przy ul. Kresowej       | 7:1       | Sokołowski ?', ?', Świerk ?', ?', Nilipiuk ?', ?', Rybczyński ?'                                                | [ 14 ]        |
| 11 października 1964 | Hetman Zamość               | D   | Stadion przy ul. Kresowej       | 4:1       | Rybczyński ?', ?', Sokołowski ?', Jakubiec ?'                                                                   | [ 15 ]        |
| 18 października 1964 | Wisła Puławy                | W   | Puławy                          | 0:0       | | [ 16 ]        |
| 25 października 1964 | Lublinianka II              | W   | Stadion Lublinianki             | 3:0       | Szklarek ?' (k), Sokołowski ?', ?'                                                                              | [ 17 ]        |
| 8 listopada 1964     | Tomasovia Tomaszów Lubelski | D   | Stadion przy ul. Kresowej       | 7:1       | B. Pieszek ?', ?', ?', Sokołowski ?', Świerk ?', Widera ?', Nilipiuk ?'                                         | [ 18 ] [ 19 ] |
| 14 listopada 1964    | Technik Zamość              | D   | Stadion przy ul. Kresowej       | 10:0      | B. Pieszek ?', ?', Widera ?', ?', Lackstein ?', ?', Rybczyński ?', · Sokołowski ?', Nilipiuk ?', Sklarek ?' (k) | [ 20 ] [ 21 ] |
| 22 listopada 1964    | Gwardia Chełm               | W   | Chełm                           | 4:0       | Nilipuk ?', ?', Lackstein ?', ?'                                                                                | [ 22 ] [ 23 ] |
|                      |                             |     |                                 |           | |               |
| RUNDA WIOSENNA       |                             |     |                                 |           | |               |
|                      |                             |     |                                 |           | |               |
| 7 kwietnia 1965      | Stal Poniatowa              | D   | Stadion przy ul. Kresowej       | 5:1       | B. Pieszek ?', ?', ?', Widera ?', bramka sam. ?'                                                                | [ 24 ]        |
| 11 kwietnia 1965     | Avia Świdnik                | W   | Świdnik                         | 2:1       | Nilipiuk ?', Luzia ?'                                                                                           | [ 25 ]        |
| 25 kwietnia 1965     | Łada Biłgoraj               | D   | Stadion przy ul. Kresowej       | 4:1       | Sokołowski ?', ?', Widera ?' (k), Lackstein ?'                                                                  | [ 26 ] [ 27 ] |
| 2 maja 1965          | Ruch Izbica                 | W   | Izbica                          | 2:1       | brak danych | [ 28 ]        |
| 8 maja 1965          | Stal Kraśnik                | D   | Stadion przy ul. Kresowej       | 4:3       | Sklarek ?' (k), ?' (k), B. Pieszek ?', Sokołowski ?'                                                            | [ 29 ] [ 30 ] |
| 16 maja 1965         | Hetman Zamość               | W   | Zamość                          | 1:1       | brak danych | [ 31 ]        |
| 19 maja 1965         | Wisła Puławy                | D   | Stadion przy ul. Kresowej       | 4:0       | Nilipiuk ?', ?', Sokołowski ?', B. Pieszek ?'                                                                   | [ 32 ] [ 33 ] |
| 22 maja 1965         | Lublinianka II              | D   | Stadion przy al. Zygmuntowskich | 1:2       | Brysiak ?' | [ 34 ] [ 35 ] |
| 29 maja 1965         | Tomasovia Tomaszów Lubelski | W   | Tomaszów Lubelski               | 1:0       | Świerk 31' | [ 36 ] [ 37 ] |

## Runda finałowa o awans II ligi
| Data            | Przeciwnik          | D/W | Miejsce                   | Wynik M/P | Strzelcy                                                                             | Widzów  | Źródło        |
| --------------- | ------------------- | --- | ------------------------- | --------- | ------------------------------------------------------------------------------------ | ------- | ------------- |
| 13 czerwca 1965 | Skra Warszawa       | D   | Stadion przy ul. Kresowej | 1:0       | Lackstein 77'                                                                        | 12 tys. | [ 38 ] [ 39 ] |
| 20 czerwca 1965 | Włókniarz Pabianice | W   | Pabianice                 | 1:2       | Brysiak 9'                                                                           | 10 tys. | [ 40 ] [ 41 ] |
| 23 czerwca 1965 | Włókniarz Białystok | W   | Białystok                 | 2:0       | Nilipiuk 70', B. Pieszek 82'                                                         | 5 tys.  | [ 42 ] [ 43 ] |
| 27 czerwca 1965 | CKS Czeladź         | D   | Stadion przy ul. Kresowej | 3:1       | Luzia 5', Szklarek 85', Nilipiuk 87'                                                 | 10 tys. | [ 44 ] [ 45 ] |
| 4 lipca 1965    | Gwardia Olsztyn     | W   | Olsztyn                   | 1:0       | Sokołowski 25'                                                                       | 6 tys.  | [ 46 ]        |
| 11 lipca 1965   | Skra Warszawa       | W   | Warszawa                  | 0:0       | Lackstein 77'                                                                        | 2 tys.  | [ 47 ] [ 48 ] |
| 17 lipca 1965   | Włókniarz Pabianice | D   | Stadion przy ul. Kresowej | 1:1       | Luzia 87'                                                                            | 15 tys. | [ 49 ] [ 50 ] |
| 21 lipca 1965   | Włókniarz Białystok | D   | Stadion przy ul. Kresowej | 9:1       | Luzia ?', ?', ?', ?', Widera ?', Nilipiuk ?', Brysiak ?', · Sokołowski ?', Ptak sam' | 10 tys. | [ 51 ] [ 52 ] |
| 25 lipca 1965   | CKS Czeladź         | W   | Czeladź                   | 1:2       | Sokołowski 6'                                                                        | 8 tys.  | [ 53 ] [ 54 ] |
| 1 sierpnia      | Gwardia Olsztyn     | D   | Stadion przy ul. Kresowej | 5:0       | Luzia 2', Pieszek 41', 80', Nilipiuk 44', Sokołowski 52'                             | 8 tys.  | [ 55 ] [ 56 ] |
| 5 sierpnia 1965 | CKS Czeladź         | N   | Łódź                      | 3:0       | Widera 33', Sokołowski 50', Luzia 75'                                                | 10 tys. | [ 3 ] [ 57 ]  |

### Tabela rundy finałowej
| Poz | Klub                | M  | Pkt | Bz | Bs |
| --- | ------------------- | -- | --- | -- | -- |
| 1.  | Motor Lublin        | 10 | 14  | 24 | 7  |
| 2.  | CKS Czeladź         | 10 | 14  | 18 | 10 |
| 3.  | Włókniarz Pabianice | 10 | 12  | 17 | 9  |
| 4.  | Skra Warszawa       | 10 | 10  | 11 | 8  |
| 5.  | Gwardia Olsztyn     | 10 | 7   | 7  | 17 |
| 6.  | Włókniarz Białystok | 10 | 3   | 5  | 31 |

Poz – pozycja, M – rozegrane mecze, Pkt – punkty, Bz – bramki zdobyte, Bs – bramki stracone